# اثر آنرو
فرضیه اثر آنرو (به انگلیسی: Unruh effect) (اثر فولینگ-دیویز-آنرو) پیش بینی می کند که یک ناظر شتابدار در جایی که یک ناظر لخت هیچ چیزی مشاهده نمی کند، تابش جسم سیاه مشاهده خواهد نمود.به عبارت دیگر زمینه برای یک چارچوب مرجع شتابدار گرم خواهد بود یا دماسنجی که در فضای خالی تکان داده می‌شود دمایی غیر صفر ثبت خواهد نمود.